# Cirrentragende Kraken
Die Cirrentragenden Kraken (Cirroctopoda oder auch Cirrata) wurden erst 1989 als eigenständige Ordnung erkannt. In älteren Lehrbüchern sind sie noch unter den Kraken (Octopoda) im engeren Sinne aufgeführt. Zusammen mit diesen und den Vampirtintenfischähnlichen bilden sie die Gruppe der Achtarmigen Tintenfische (Octopodiformes oder Vampyropoda). Die Monophylie der Gruppe wird aber noch kontrovers diskutiert. 
Die Charakteristika der Cirrentragenden Kraken sind die Flossen am Hinterende des Körpers und der Besatz der Arme mit zwei Reihen von Cirren (einer Art beweglicher Körperanhänge) zusätzlich zu einer Reihe Saugnäpfe auf jedem Arm. Vom Gehäuse sind noch deutliche Reste in Form von spangenartigen, hornigen Gebilden vorhanden. 
Die ältesten sicheren Vertreter der Cirroctopoda sind aus der Oberkreide bekannt. Durch ihr besonderes Aussehen werden manche Grimpoteuthis-Arten in Anlehnung an den Walt-Disney-Zeichentrickfilm Dumbo auch als „Dumbo-Oktopus“ bezeichnet.

## Systematik
Die Ordnung der Cirrentragenden Kraken wird in drei Familien unterteilt.

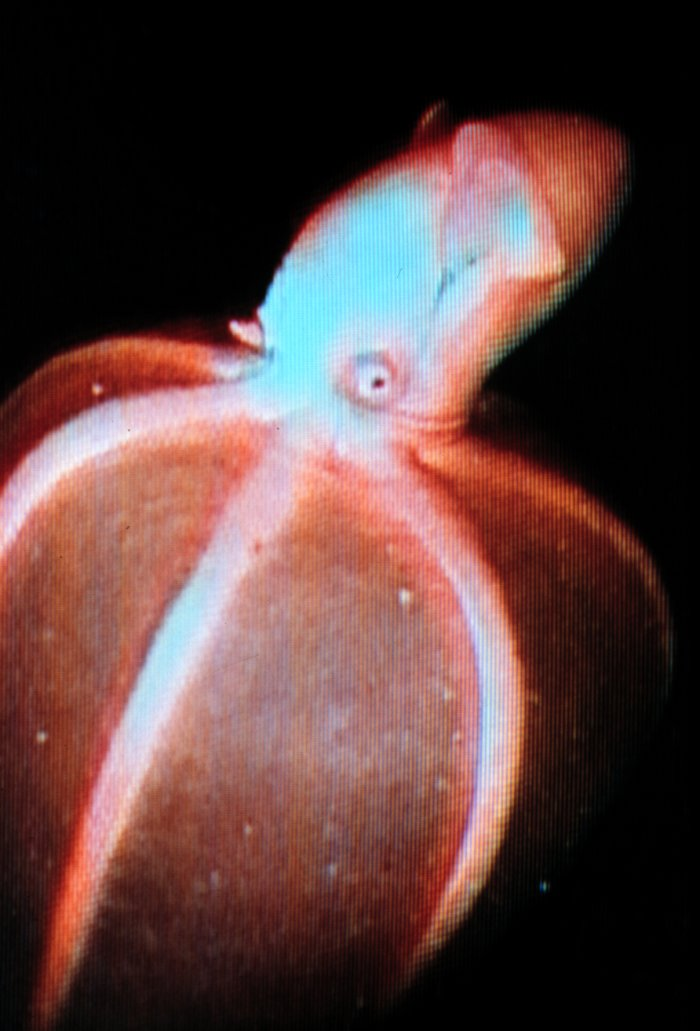
Stauroteuthis sytrensis (?)

- Opisthoteuthidae
  - Cirroctopus antarctica
  - Cirroctopus glacialis
  - Cirroctopus hochbergi
  - Cirroctopus mawsoni
  - Grimpoteuthis abyssicola
  - Grimpoteuthis bathynectes
  - Grimpoteuthis sp. B
  - Grimpoteuthis sp. C
  - Grimpoteuthis sp. D
  - Grimpoteuthis hippocrepium
  - Grimpoteuthis innominata
  - Grimpoteuthis meangensis
  - Grimpoteuthis megaptera
  - Grimpoteuthis pacifica
  - Grimpoteuthis plena
  - Grimpoteuthis tuftsi
  - Grimpoteuthis umbellata
  - Grimpoteuthis wuelkeri
  - Luteuthis dentatus
  - Luteuthis shuishi
  - Opisthoteuthis agassizii
  - Opisthoteuthis albatrossi
  - Opisthoteuthis bruuni
  - Opisthoteuthis sp. C
  - Opisthoteuthis californiana
  - Opisthoteuthis chathamensis
  - Opisthoteuthis depressa
  - Opisthoteuthis extensa
  - Opisthoteuthis grimaldii
  - Opisthoteuthis sp. H
  - Opisthoteuthis massyae
  - Opisthoteuthis medusoides
  - Opisthoteuthis mero
  - Opisthoteuthis persephone
  - Opisthoteuthis philipii
  - Opisthoteuthis pluto
  - Opisthoteuthis robsoni
- Cirroteuthidae
  - Cirrotheutis muelleri
  - Cirrothauma magna
  - Cirrothauma murrayi
- Stauroteuthidae
  - Stauroteuthis gilchristi
  - Stauroteuthis syrtensis